# Akwá
Fabrice Alcebiades Maieco Akwa, född 30 maj 1977 i Benguela i Angola är en fotbollsspelare som avslutade karriären i Petro Atlético. Han har spelat i åtta lag (bland dem SL Benfica), spelat 80 matcher för Angolas herrlandslag i fotboll och gjort 36 mål.[källa behövs]